# Sint-Petrus en Pauluskerk (Görlitz)
De Sint-Petrus en Pauluskerk (Duits: Pfarrkirche St. Peter und Paul) is een protestants kerkgebouw in Görlitz in de Duitse deelstaat Saksen. De kerk verheft zich boven het Neißedal en bepaalt met haar dubbele torens en het hoge met koper bedekte dak het beeld van de historische binnenstad.

## Geschiedenis

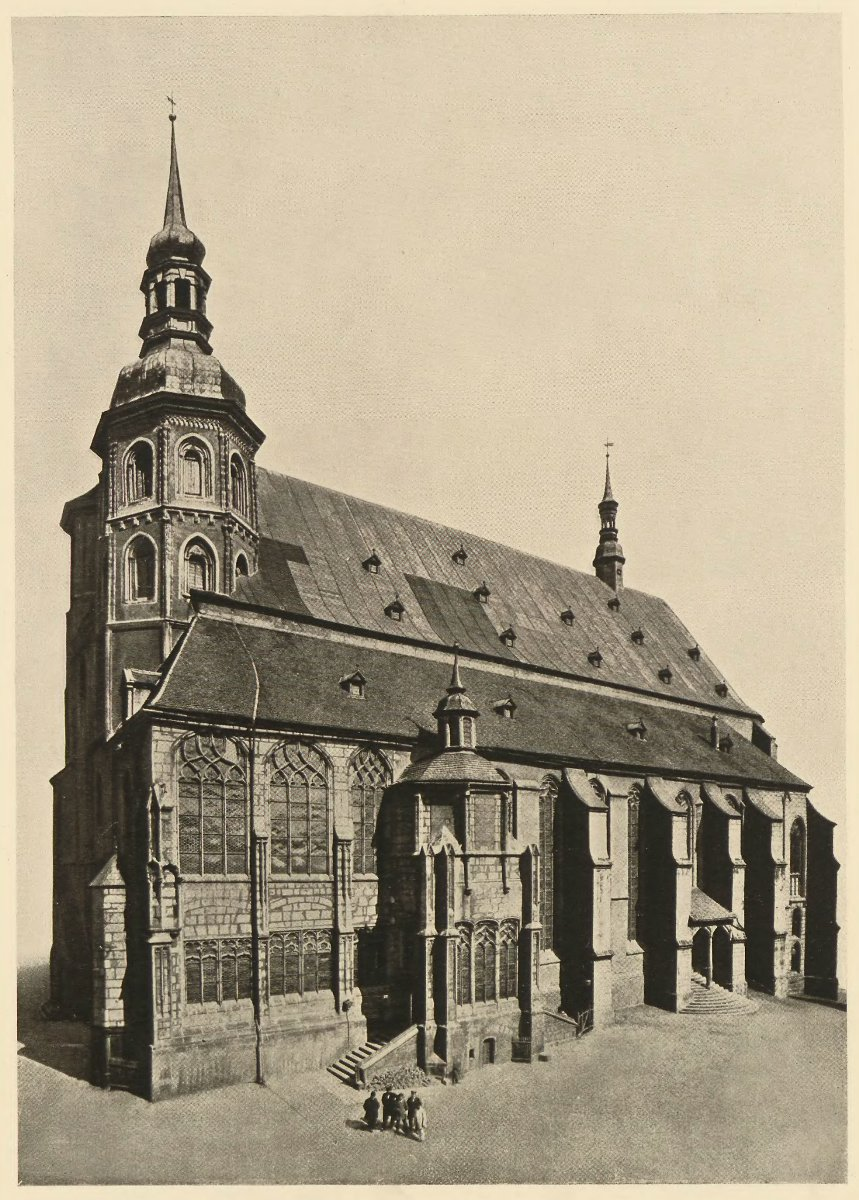
De kerk voor de bouw van de neogotische torens in 1889-1891

Reeds in het begin van de 13e eeuw stond op deze plek een basiliek. De tussen 1425 en 1497 nieuw gebouwde vijfschepige laatgotische kerk is een pseudobasicale hallenkerk. Ter onderscheiding van een zuivere hallenkerk zijn de beide buitenste liggende beuken lager dan de drie hoge middelste schepen. De sluitstenen van de netribgewelven hebben reliëfs met voorstellingen van het leven van Jezus.
Met een lengte van 72 meter en een breedte van 39 meter is de Petrus en Pauluskerk van Görlitz de grootste laatgotische hallenkerk van Saksen. Bij een stadsbrand van 1691 werd de oude kerkinventaris vernietigd. Daartoe behoorden de meer dan 30 altaren van houtsnijwerk, het gelui, de beide orgels, de kostbare paramenten, het liturgisch vaatwerk en boeken. Slechts het smeedijzeren hek van de doopkapel uit 1617 bleef bewaard. Na de brand werd de kerk in barokke stijl werd heringericht. Hiertoe behoren de kansel 1693), het altaar (1695), het raadsgestoelte en drie protestantse biechtstoelen.
De beide 84 meter hoge torens werden tussen 1889 en 1891 gebouwd. Onder het koor ligt een crypte.

## Orgel
Bezienswaardig in de kerk is met name de orgelkas van het zogenaamde Zonnenorgel (Sonnenorgel). Deze orgelkas werd in de jaren 1697-1703 door Johann Conrad Buchau gebouwd; het instrument zelf werd gebouwd door de Duitse orgelbouwer Johann Eugen Caspar, die onder de naam Eugenio Casparini in Italië werkte. De naam van het bijzondere orgel heeft betrekking op de 16 zonnen in de orgelkas. Om de zonnen zijn als zonnestralen steeds even lange orgelpijpen aangebracht. Vier van deze zonnen zijn stom en twaalf ervan klinken. De "Zonnenmixtuur" betreft een neven- respectievelijk effectenregister van het orgel.
Het historische orgel is al lang niet meer aanwezig. Het werd in de jaren 1827-1828 door Joseph Schinke en Carl Friedrich Ferdinand Buckow verbouwd en later nog eens door Friedrich Nikolaus Jahn in 1845–1847. In 1894 werd door Schlag & Söhne een nieuw orgel ingebouwd met gebruik van enkele oude stemmen, dat in de periode 1926 door een nieuwbouw van Wilhelm Sauer uit Frankfurt/Oder werd vervangen.
Het huidige orgel dateert uit de jaren 1990 en werd door de Zwitserse orgelbouwfirma Mathis Orgelbau AG gebouwd. Het instrument bezit 88 klinkende registers (6219 pijpen) verdeeld over vier manualen en pedaal.

## Afmetingen
- Lengte: 72 meter
- Breedte: 39 meter
- Hoogte gewelven: middenschip 27 meter; de binnenste zijschepen 25 meter; de buitenste zijschepen 20 meter
- Torens: 84 meter

## Afbeeldingen

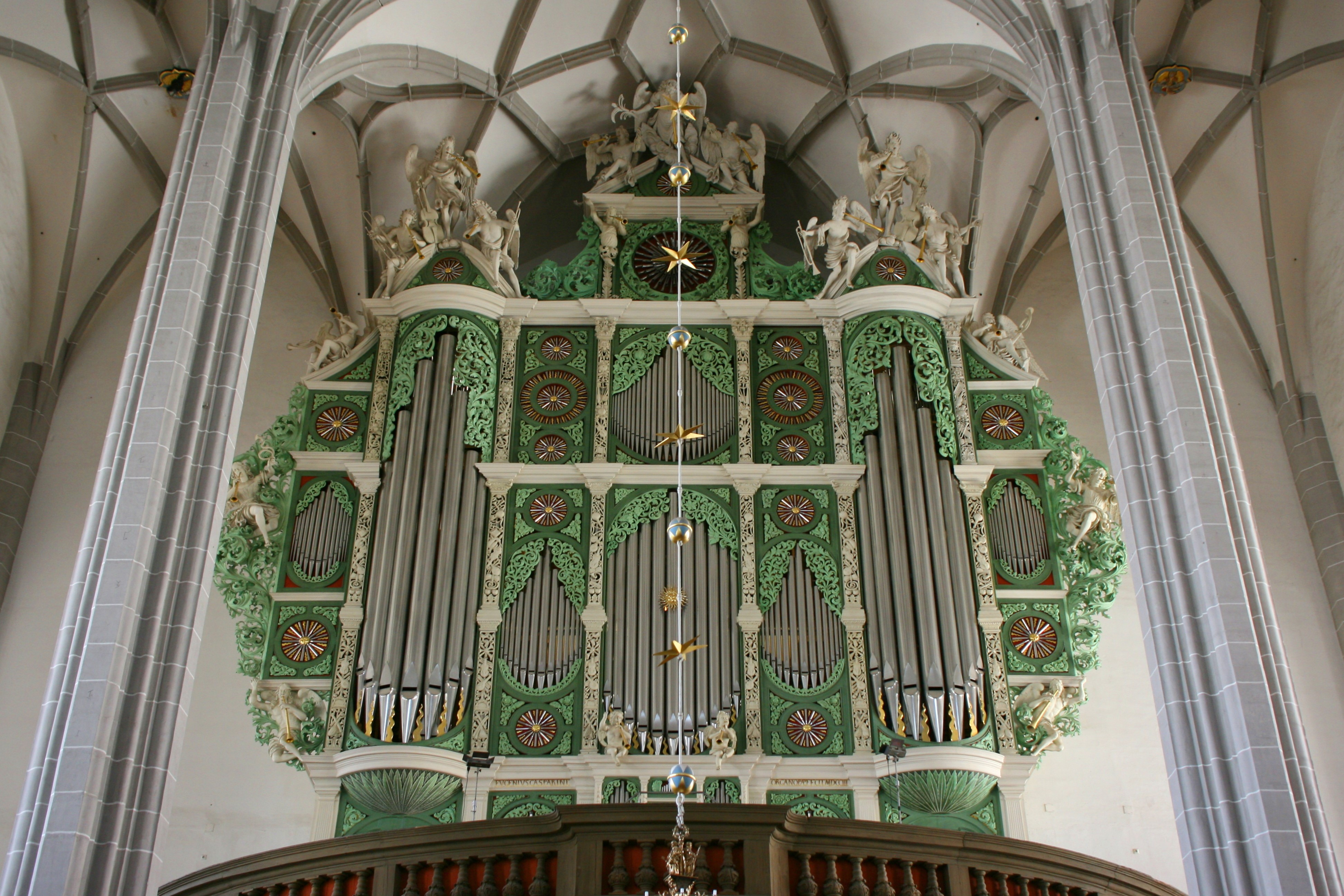
Het bijzondere Zonnenorgel
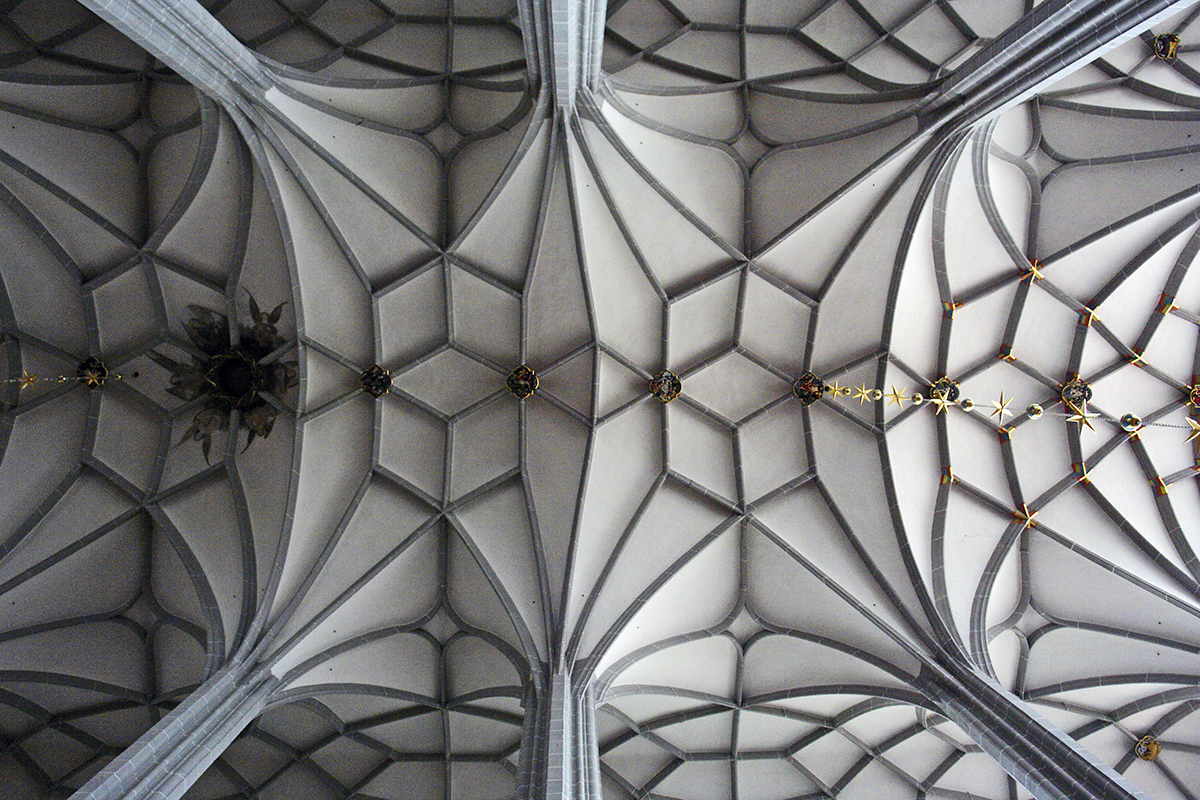
Slanke pijlers met netribgewelf en versierde sluitstenen
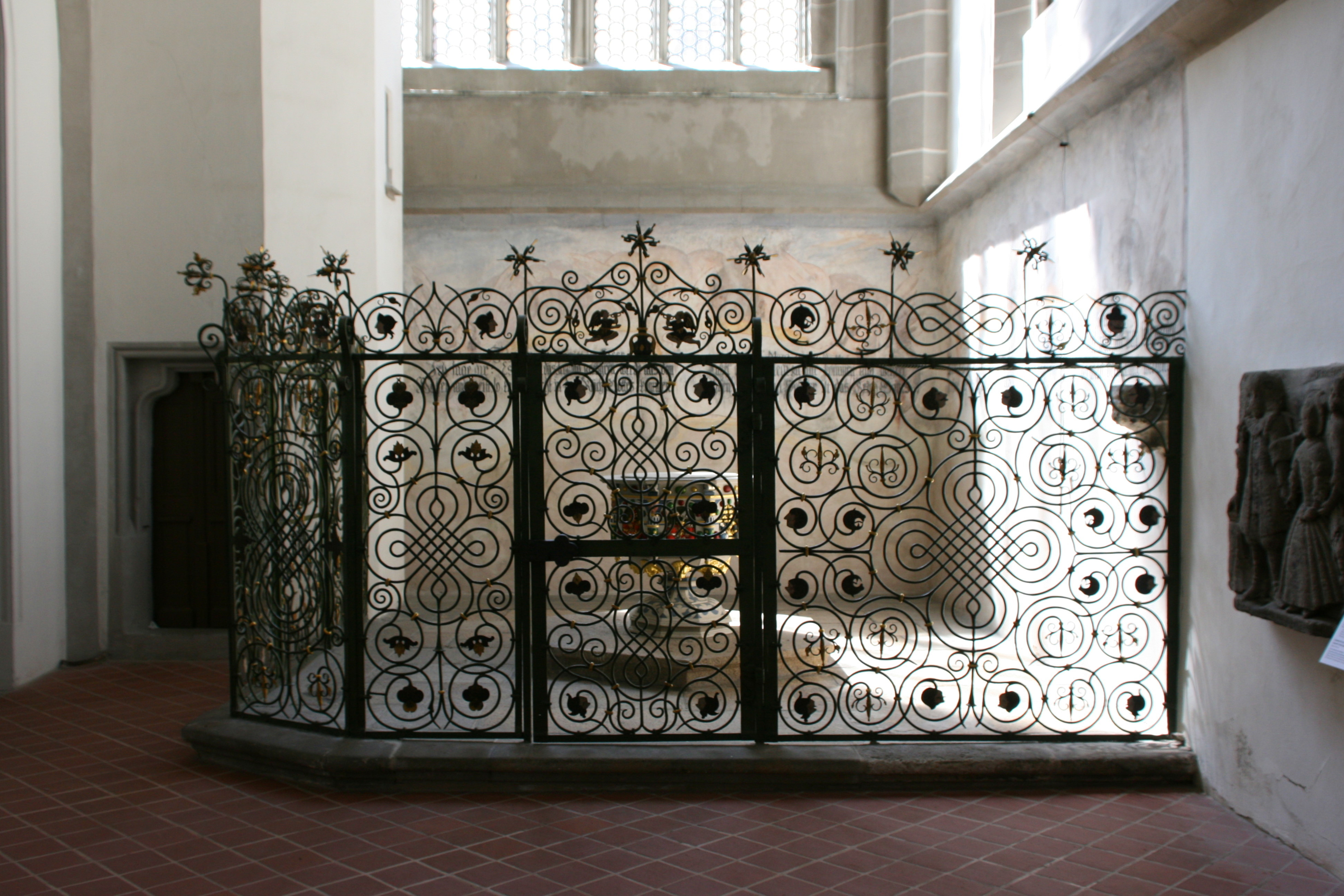
Gietijzeren hek van de doopkapel uit de periode voor de stadsbrand
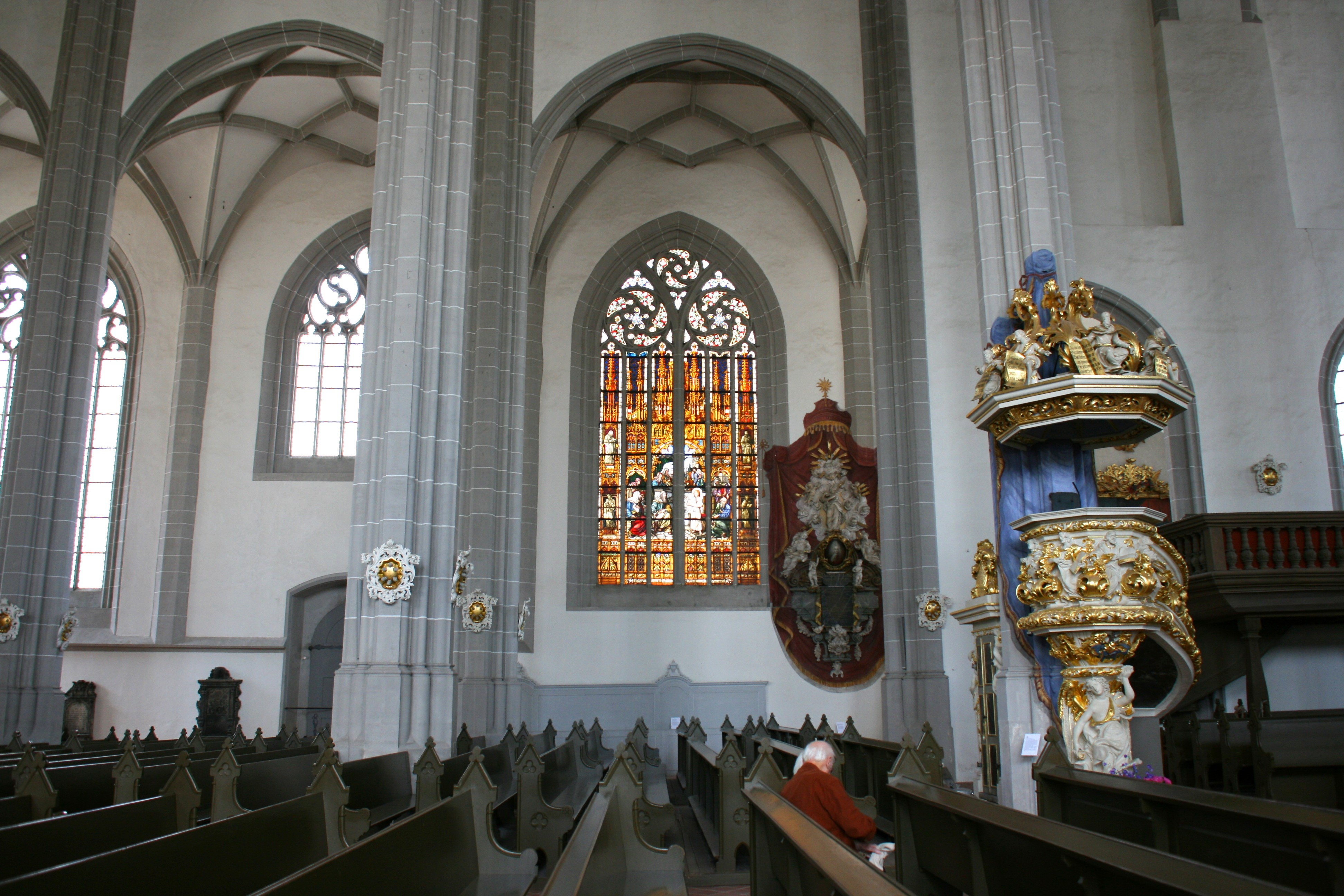
Barokke kansel
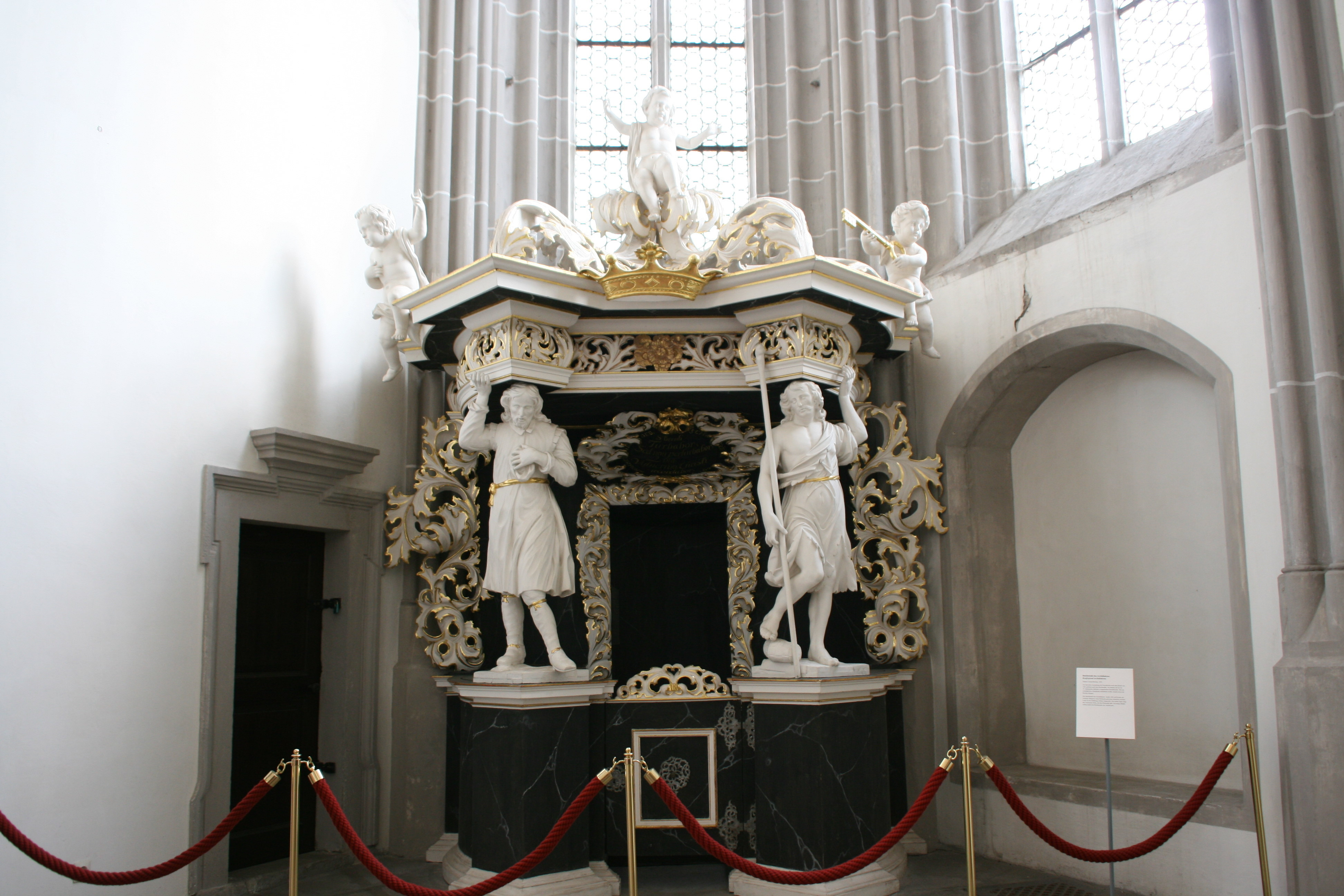
Protestantse biechtstoel